# EVN (entreprise)
Pour les articles homonymes, voir EVN.
EVN (Energieversorgung Niederösterreich) est une entreprise de distribution et de production d'électricité faisant partie de l'ATX. Elle fournit 3 millions de clients dans 14 pays différents. EVN possède également des opérations dans des stations d'épurations, dans le gaz naturel et dans la gestion des déchets. EVN possède une capacité de production de 1 450 MW,  45 000 km de réseaux de distributions d'électricité et 10 000 km de réseaux de gaz.
En 2006, EVN a produit 3.45 milliards de kWh dont 68 % d'origine thermique et 32 % d'origine renouvelable (essentiellement provenant de centrales hydroélectriques). EVN a distribué 19.2 milliards kWh dont 37,9 % en Autriche, 37,95 % en Bulgarie et 24,15 % en Macédoine.
EVN est détenu à 51 % par l'État de Basse-Autriche, 35 % par EnBW. Elle possède elle-même 12,5 % de Verbund.